# Toti Gomes
Tote António "Toti" Gomes (Bissau, 16 de janeiro de 1999) é um futebolista guineense naturalizado português que atua como defesa-central ou lateral-esquerdo. Atualmente, joga pelo Wolverhampton e pela Seleção Portuguesa.

## Carreira
A 5 de maio de 2019, Toti estreou-se na Segunda Liga pelo Estoril, numa derrota em casa por 3–1 frente ao Académico de Viseu.
A 2 de setembro de 2020, Toti foi contratado pelo Wolverhampton Wanderers, da Premier League, sendo imediatamente emprestado ao Grasshopper, da Challenge League (2ª divisão suíça) para a temporada 2020–21. Estreou-se pelo clube a 12 de setembro, entrando como suplente nos 18 minutos finais de uma vitória por 1–2 em casa do Stade-Lausanne, na 2ª ronda da Schweizer Cup. Seis dias depois, foi titular no primeiro jogo do campeonato, uma vitória caseira por 3–2 sobre o Winterthur. A 20 de outubro, marcou o seu primeiro golo pelo Grasshopper, numa derrota por 5–2 em casa do SC Kriens.
Após uma temporada 2020–21 de sucesso, em que o Grasshopper venceu a Challenge League e garantiu a promoção à Superliga Suíça, além de Toti ter atuado em 36 partidas com dois golos, foi novamente emprestado ao clube de Zurique, por mais uma época. O defesa passou a primeira metade da temporada 2021–22 no Grasshopper, mas, em janeiro, durante a pausa de inverno da Superliga Suíça, o Wolves pediu a Toti para treinar em Wolverhampton com a restante equipa inglesa, com o regresso ao Grasshopper previsto para fevereiro.
Devido à ausência de Romain Saïss, que se encontrava a participar na Taça das Nações Africanas, o Wolverhampton cancelou o empréstimo de Toti e, simultaneamente, contratou Hayao Kawabe, seu colega de equipa no Grasshopper. A 15 de janeiro de 2022, Toti estreou-se pelo Wolverhampton, jogando na posição de Saïss, numa vitória por 3–1 na Premier League sobre o Southampton, no Molineux Stadium. A 21 de março, Toti renovou contrato com o Wolves até 2027. A 6 de maio de 2023, o defesa estreou-se a marcar pelo Wolves e na Premier League, numa vitória caseira por 1–0 sobre o Aston Villa, com o resultado a garantir a manutenção do Wolverhampton na Premier League.

## Seleção Nacional
Elegível pelas seleções da Guiné-Bissau e de Portugal, Toti representou Portugal a nível Sub-20. A 29 de maio de 2023, Toti foi convocado pela primeira vez pela Seleção Portuguesa principal, para jogos de qualificação para o Euro 2024 frente à Bósnia e à Islândia.

## Estatísticas
Atualizadas até 28 de maio de 2023

### Clube
| Clube             | Temporada         | Campeonato        | Campeonato | Campeonato | Taça  | Taça  | Taça da Liga | Taça da Liga | Total | Total |
| Clube             | Temporada         | Divisão           | Jogos      | Golos      | Jogos | Golos | Jogos        | Golos        | Jogos | Golos |
| ----------------- | ----------------- | ----------------- | ---------- | ---------- | ----- | ----- | ------------ | ------------ | ----- | ----- |
| Estoril Praia     | 2018–19           | Segunda Liga      | 3          | 0          | 0     | 0     | 0            | 0            | 3     | 0     |
| Estoril Praia     | 2019–20           | Segunda Liga      | 0          | 0          | 0     | 0     | 0            | 0            | 0     | 0     |
| Estoril Praia     | Total             | Total             | 3          | 0          | 0     | 0     | 0            | 0            | 3     | 0     |
| Wolverhampton     | 2020–21           | Premier League    | 0          | 0          | 0     | 0     | 0            | 0            | 0     | 0     |
| Wolverhampton     | 2021–22           | Premier League    | 4          | 0          | 1     | 0     | —            | —            | 5     | 0     |
| Wolverhampton     | 2022–23           | Premier League    | 17         | 1          | 2     | 0     | 1            | 0            | 20    | 1     |
| Wolverhampton     | Total             | Total             | 21         | 1          | 3     | 0     | 1            | 0            | 25    | 1     |
| Grasshopper       | 2020–21           | Challenge League  | 34         | 2          | 2     | 0     | —            | —            | 36    | 2     |
| Grasshopper       | 2021–22           | Superliga Suíça   | 16         | 1          | 1     | 0     | —            | —            | 17    | 1     |
| Grasshopper       | Total             | Total             | 50         | 3          | 3     | 0     | 0            | 0            | 53    | 3     |
| Total de Carreira | Total de Carreira | Total de Carreira | 74         | 4          | 6     | 0     | 1            | 0            | 81    | 4     |

## Títulos
Grasshopper
- Challenge League: 2020–21